# 2021年ターリバーン攻勢
2021年ターリバーン攻勢（2021ねんターリバーンこうせい）は、2001年より継続するアフガニスタン紛争において、アメリカ軍が2021年5月にアフガニスタンから撤退を開始したことに伴い、旧支配勢力ターリバーンが全土を制圧し、再び政権を掌握するに至った軍事作戦である。この結果、アシュラフ・ガニー政権は崩壊し、アメリカの後ろ盾を得たアフガニスタンの民主化プロセスは終わりを迎えた。

## 背景
2020年2月29日、アメリカのドナルド・トランプ政権とターリバーン間で和平合意が締結され、2021年5月までにアフガニスタンに駐留する外国勢力の撤退を完了することとなった。同年10月7日にトランプはアフガニスタン駐留の米軍をクリスマスまでに全て撤退させる意向を表明した。一方でアフガニスタン政府軍とターリバーンとの間の戦闘行為は継続しており、9月12日には第3国のカタールで両者とアメリカを交えて和平協議が行われたが、アフガニスタン政府代表のアブドラ・アブドラ国家和解高等評議会議長が即時停戦を求めたのに対し、ターリバーン側はアシュラフ・ガニー政権そのものを認めておらず、選挙に基づく政治体制の在り方、また女性や少数派の権利などをめぐって両者の間には大きな隔たりが存在し交渉は停滞した。
2021年1月にトランプを継いで大統領に就任したジョー・バイデン米大統領は3月、5月1日までの駐留米軍撤退は困難と表明し、ターリバーンは反発。4月14日、バイデン大統領は同年9月11日までに在留米軍を無条件で完全撤退させると正式に発表した。

## 推移

### アメリカ軍撤退開始

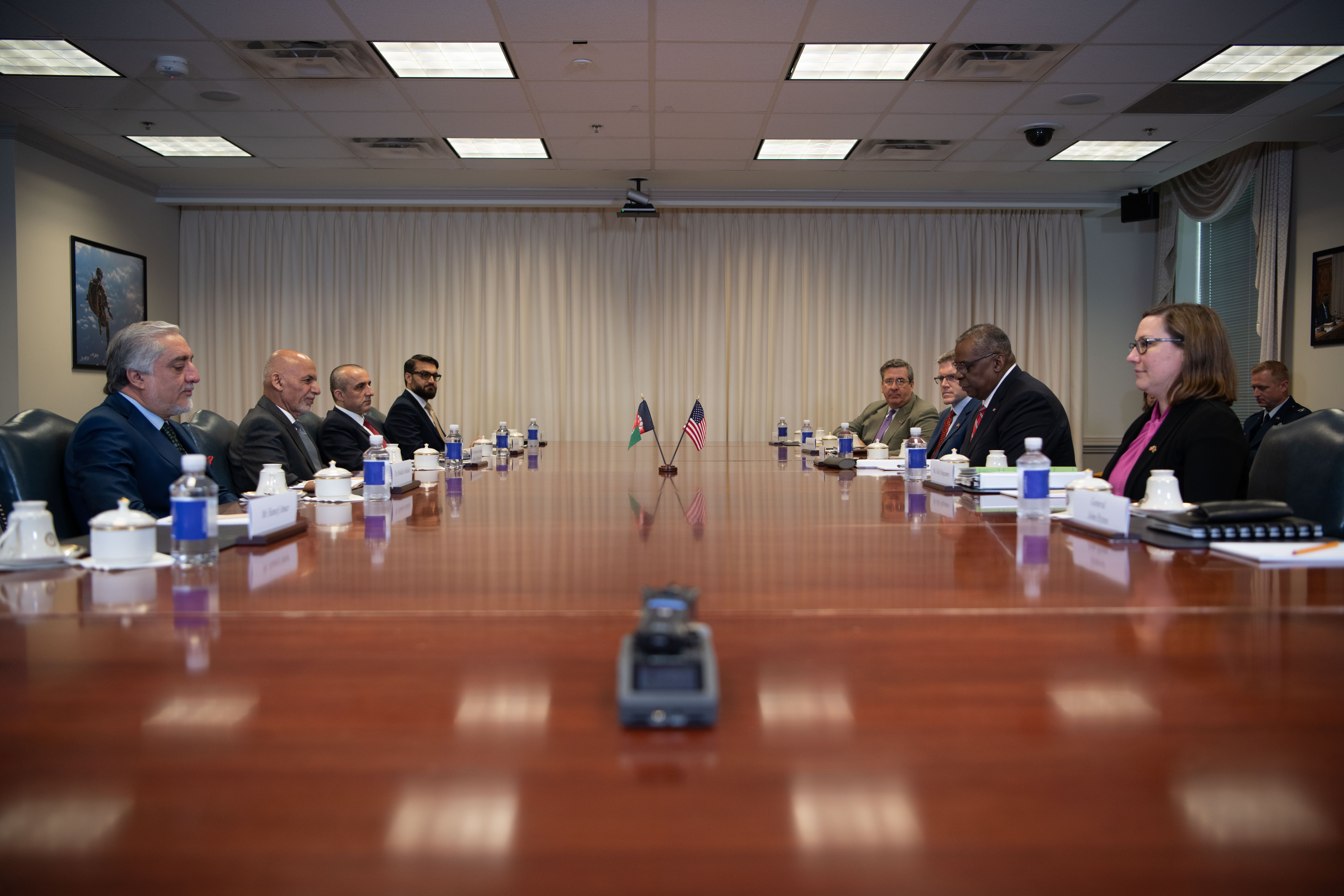
2021年6月25日に米ホワイトハウスで開催された首脳会談

2021年5月1日、駐留米軍が正式に撤退を開始し、この時点で米軍とターリバーン間の停戦は守られていたが、アフガン政府軍とターリバーン間の戦闘は続いていた。6月25日にはバイデン大統領とガニー大統領が米ホワイトハウスで首脳会談を行い、バイデンは『永続的パートナーシップ』を約束し、アフガニスタン政府に対する財政支援を継続する意向を示したものの、米軍撤退後の具体的な軍事支援については明確にならなかった。
米軍の撤退は順調に進み、7月2日にはカーブル近郊にある米軍の最大の拠点だったバグラム空軍基地からの撤収が完了し、国防総省のジョン・カービー報道官はこの日、8月末までには米軍撤退が完了するとの見通しを示した。7月6日にアメリカ中央軍は撤退が9割方完了したと表明し、この日までにアフガニスタン側に7基地を正式に引き渡し、C-17輸送機ほぼ1000機分の軍備撤収も完了させた。7月8日、バイデン大統領は駐留米軍の撤退を予定より早め、8月31日までに完了させることを表明した。同日、イギリスのボリス・ジョンソン首相は下院で演説し、北大西洋条約機構(NATO)の一角として駐留していたイギリス軍の大半が既にアフガニスタンから撤収したことを明らかにした。

### ターリバーンの攻勢開始

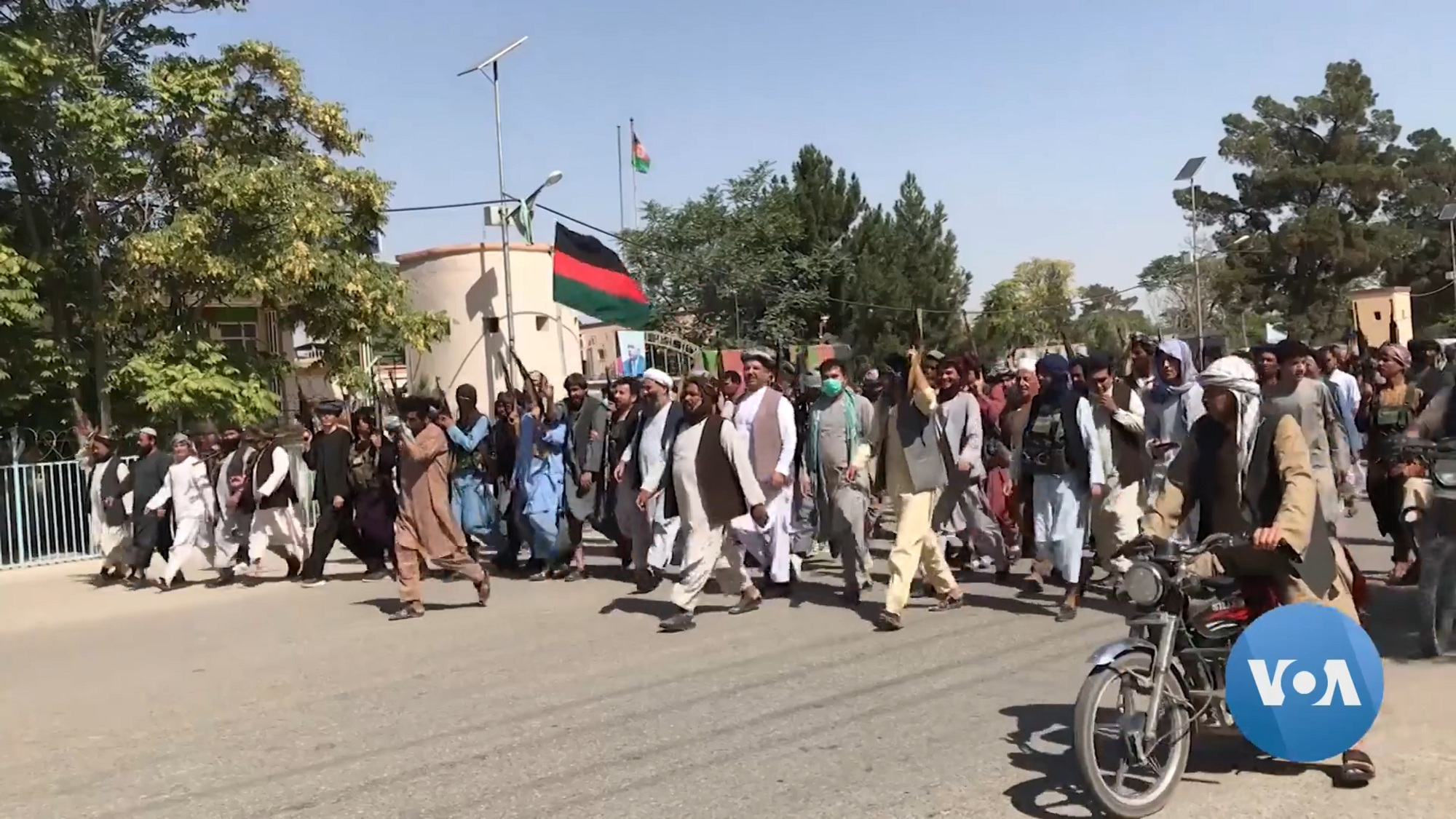
ターリバーンの侵攻に抗議し武装するジョウズジャーン州住民。2021年7月13日撮影

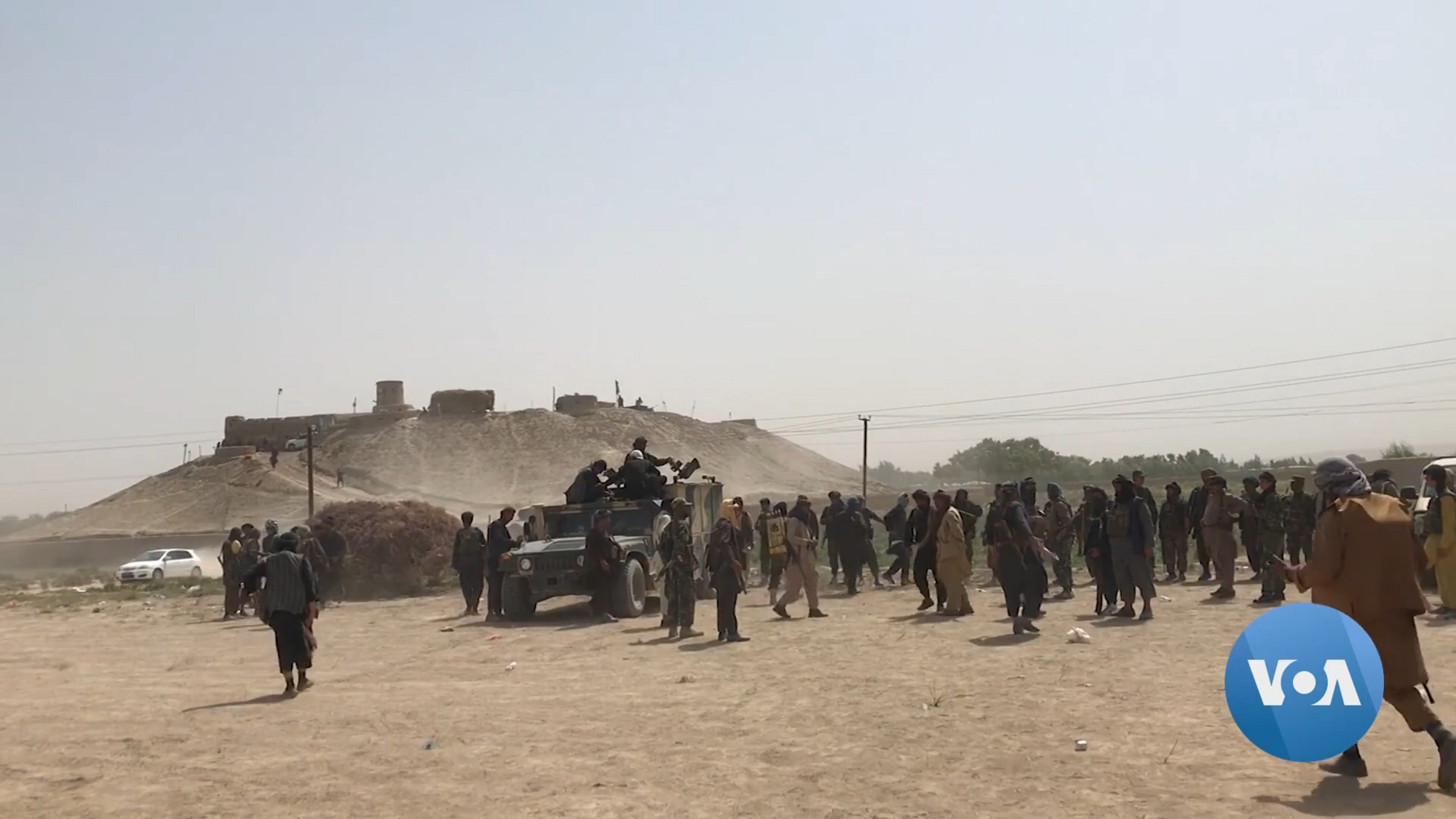
ジョウズジャーン州にて作戦中のアフガニスタン政府軍。2021年7月13日撮影

しかし米軍やNATO軍の撤収が本格化した5月以降、ターリバーンは攻勢を強め、6月にタジキスタンとの主要検問所であるシルハンバンダルをアフガニスタン政府軍との戦闘の末に奪取したほか、同月下旬までにはアフガニスタンの370行政区のうち50以上を支配下に置き、7月5日にはアフガニスタン治安当局が、北東部などの8行政区がターリバーンの支配下に落ちたことを認めた。また7月上旬までには数十の郡を掌握するなど急速に勢力を拡大していった。バグラム空軍基地から米軍が撤収したことによりアフガニスタン政府軍は米軍からの空爆支援が大幅に減ったこともあり、アフガニスタン政府軍は次第に苦戦を強いられていく。7月5日にはアフガニスタン政府軍の兵士1000人以上が隣国タジキスタンに逃亡する事件も発生した。
7月7日、ターリバーンは北西部バードギース州の6行政区すべてを支配下に置き、州都カラエナウへの攻撃を開始した。ターリバーンが本格的にアフガニスタン政府軍との戦闘を開始して以降、これが初の州都に対する攻撃となった。この時は政府軍がカエラエウを死守し、7月16日にはバードギース州とターリバーンの地方指導部が停戦で合意した。

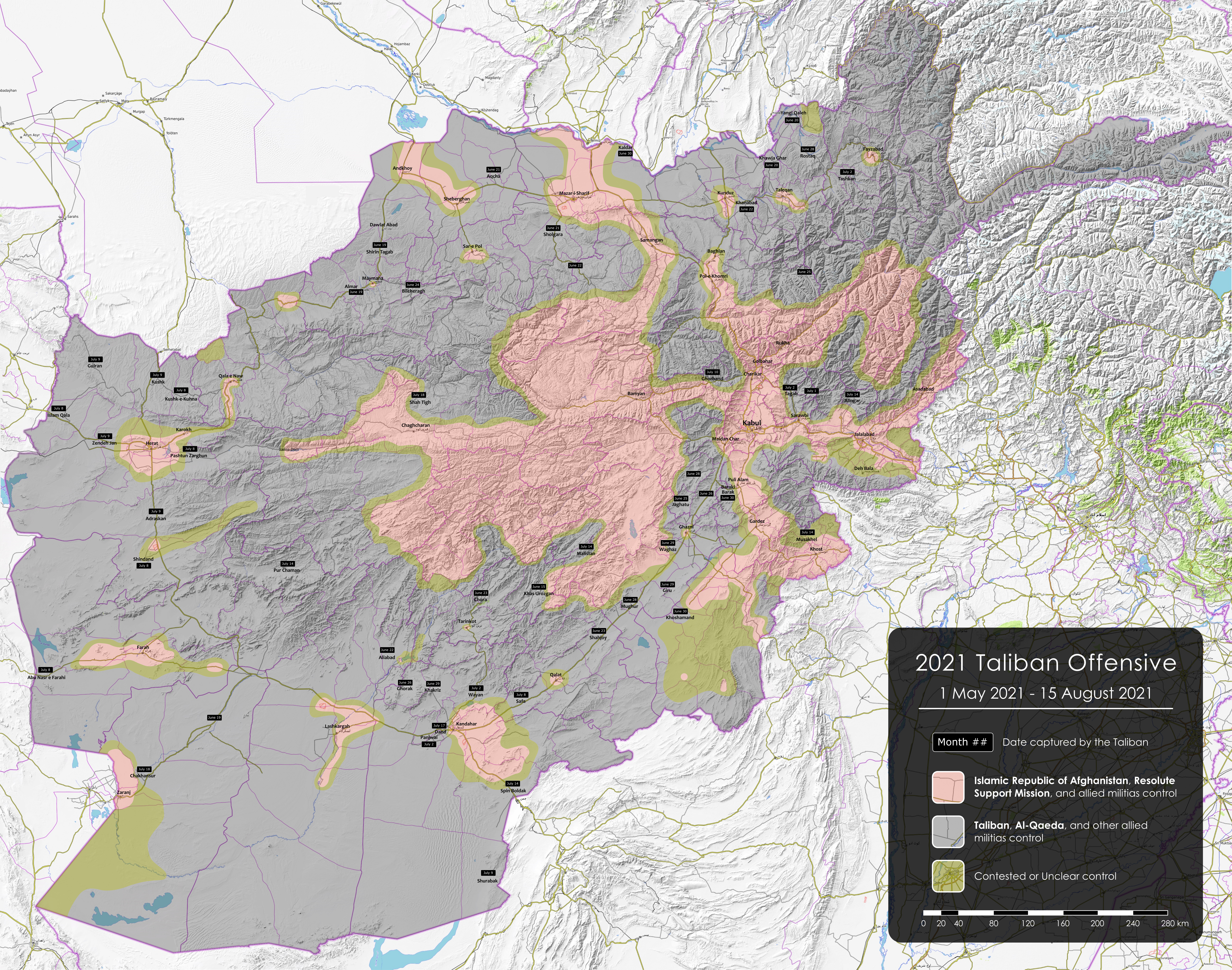
7月25日時点の勢力図

しかしターリバーンは根拠地とするカンダハールや、旧ターリバーン政権時代にも攻め落とせなかったクンドゥーズ州など北東部にも攻勢を強めたほか、イランとの主要国境を制圧し、石油輸入に欠かせない要所を支配下に置いたほか、タジキスタンとの国境の3分の2も掌握した。7月9日、ターリバーンはアフガニスタン398地域のうち約250地域を含む、全土のうち85％を支配下に置いたと主張したほか、イランとの国境検問所イスラムカラも手中に収めたと発表した。7月14日にはパキスタンとの国境検問所スピンボルダックを掌握し、SNS上にはターリバーン戦闘員がくつろぐ写真が投稿されたほか、地元住民らも報道機関に対して町がターリバーンに掌握されたと証言したが、アフガニスタン内務省報道官は治安部隊がターリバーンを撃退したとし、同地域掌握を否定した。7月22日にはターリバーンの報道官がタス通信に対し国境の90％を支配下に置いたと主張した。

### ターリバーンによる停戦提案
アフガニスタンの大半がターリバーンの手中に収まりつつあった7月15日、政府当局はターリバーンが3カ月間の停戦を提案したと発表。7000人の捕虜を釈放することや、国際連合のブラックリストよりターリバーン幹部を除外することなどが条件で、16日よりカタールの首都ドーハにてアブドラ国家和解高等評議会議長やハーミド・カルザイ前大統領が交渉に臨むこととなった。和平交渉の中でターリバーンはガニーの大統領辞任を求めたが、ガニーはこれに応じることはなかった。8月4日にはターリバーンがガニー政権は軍事的占領の産物としてこれを認めず、暫定的な政府と憲法を作り、その中で大きな権限を要求していることが明かされたが、これに対しガニー政権はあくまで現政権に加わるよう主張した。しかしターリバーンの広報担当は全土制圧が視野に入った8月10日のインタビューで、ターリバーンは交渉決裂を望んでいないと述べた。
7月28日にはターリバーン広報担当のザビーフッラー・ムジャーヒドが通話アプリを通じて時事通信社の取材に応じ、女性の犯罪もあることから日本が2014年より国際協力機構(JICA)を通じて育成支援を行ってきた女性警察官や検察官は必要であるし、他にも女性の政府職員を要する部署があるという認識を示した。これは従来のターリバーンの価値観からは大きく異なる見解であり、ターリバーンが女性の社会進出を一定程度容認することで国際社会の印象を改善し、和平交渉を優位に進めたい思惑があると分析された。

### ターリバーンによる要人暗殺
8月3日にターリバーンはカーブル中心部でビスミッラー・ハーン・モハンマディ国防相や議員らを狙った自動車爆弾攻撃や銃撃を行い、少なくとも4人が死亡、20人が負傷した。政府は襲撃犯全員が治安部隊によって殺害されたと発表したものの、ターリバーン側はさらなる攻撃を予告した。8月6日、ターリバーンは政府メディア情報局責任者のダワ・カーン・メナパル(Dawa Khan Menapal)を暗殺した。

### ターリバーン、全土掌握へ

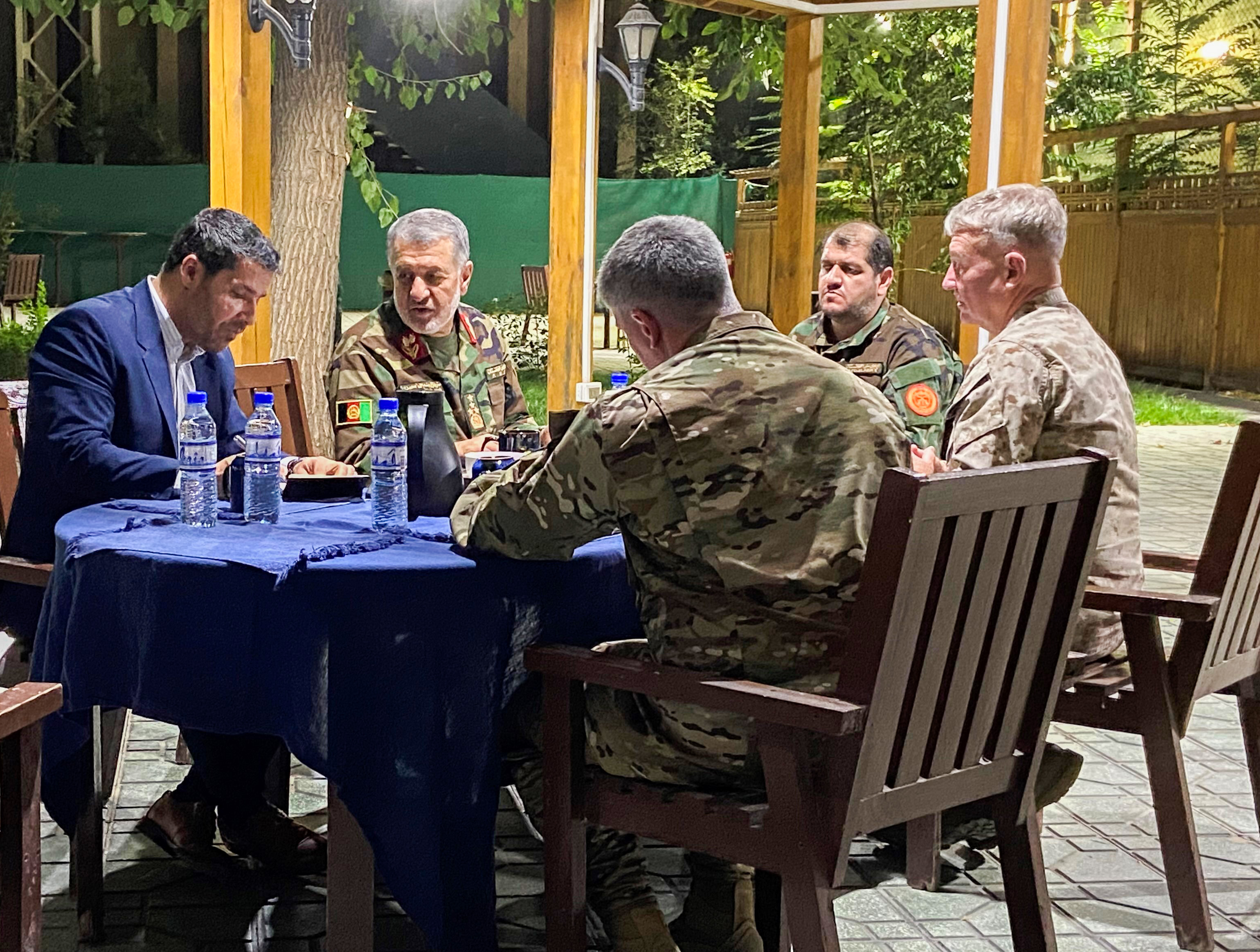
首都カーブルにて治安状況について話し合うアフガニスタンとアメリカの軍司令官。2021年7月25日撮影

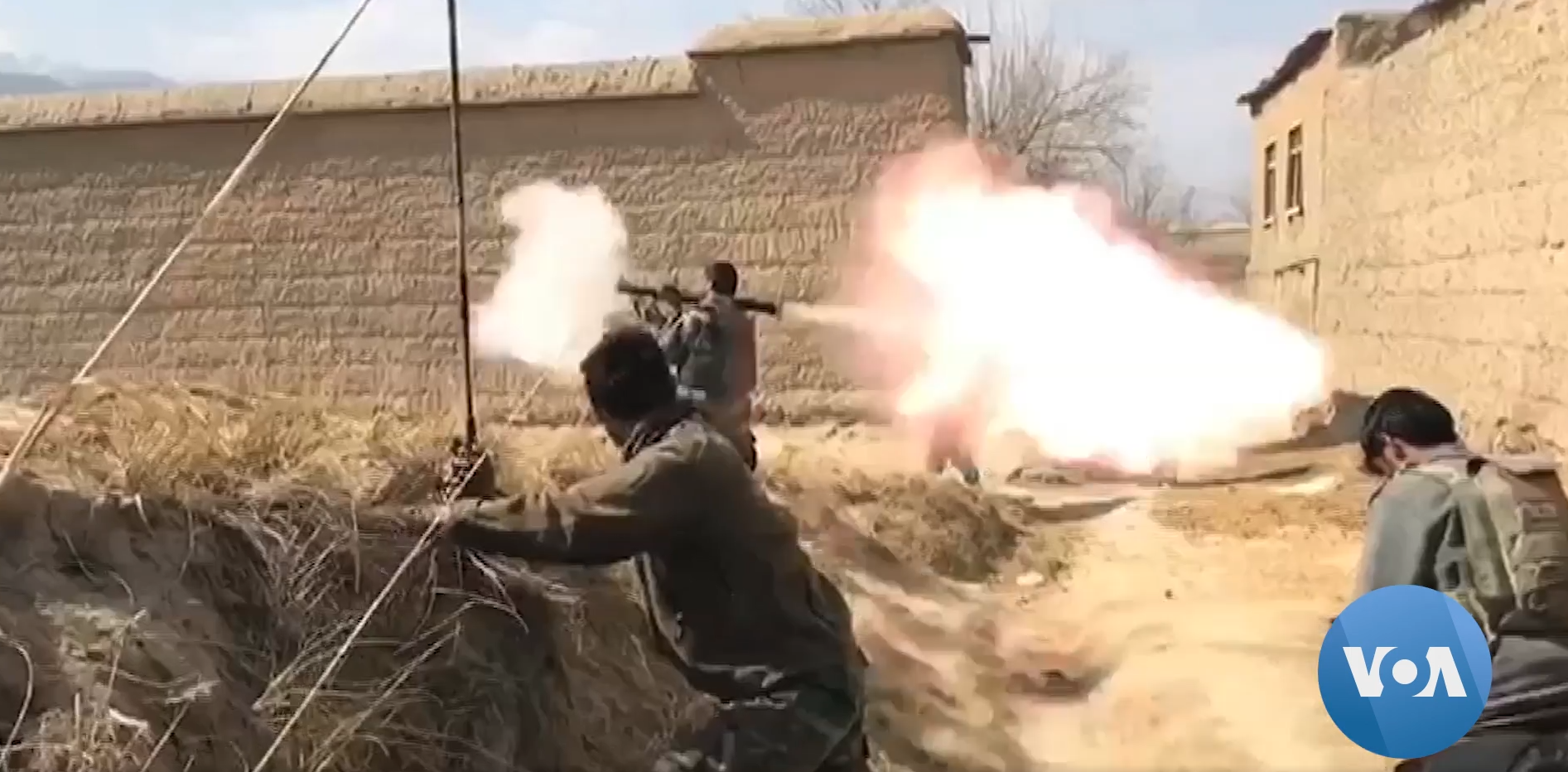
ターリバーンと戦闘中のアフガニスタン政府軍、2021年8月2日撮影

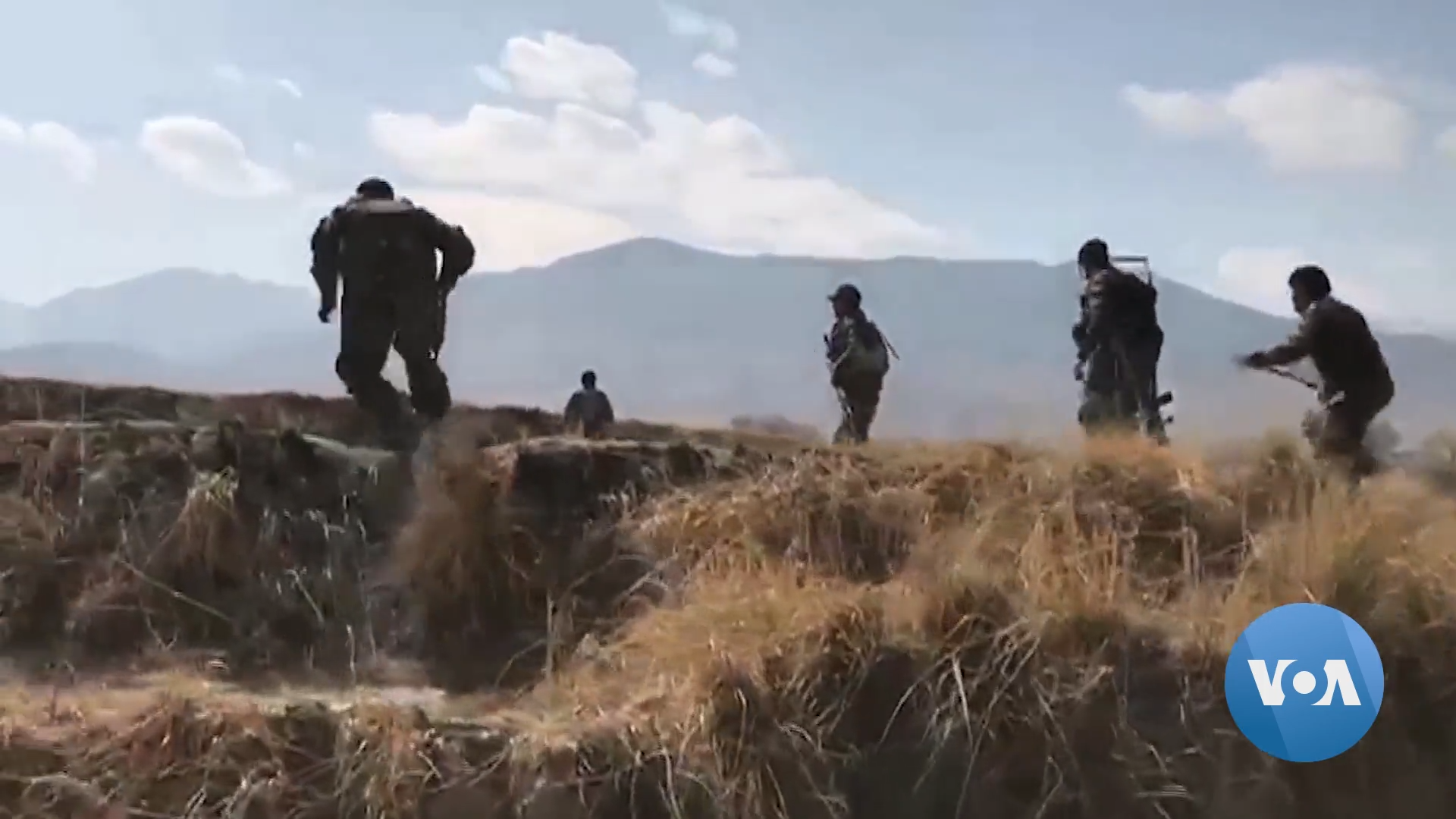
ターリバーンと戦闘中のアフガニスタン政府軍、2021年8月2日撮影

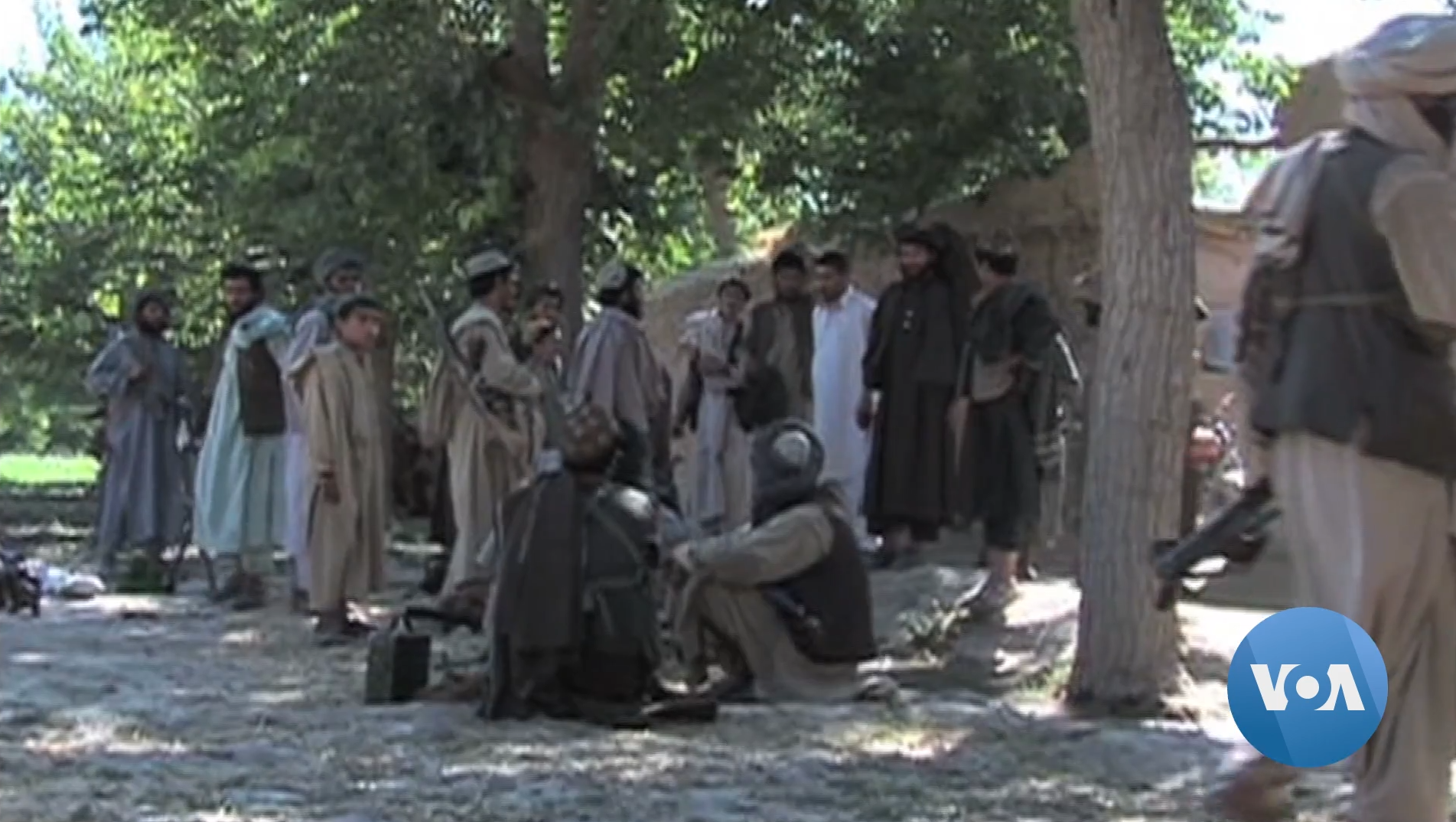
ターリバーン兵士、2021年8月2日撮影

7月21日、アメリカ軍制服組トップであるマーク・ミリー統合参謀本部議長は、ターリバーンがアフガニスタン34州にある約420の郡のうちほぼ半数の212～213の郡を支配していることを明らかにし、急速な勢力拡大が改めて裏付けられた。ただし7月の時点では各州の州都については政府軍の反撃により制圧はできていなかった。8月7日、南西部ニームルーズ州の州都ザランジュはほぼ無抵抗で陥落し（ザランジュ陥落）、これが初のターリバーンによる州都制圧となった。同州副知事によれば、もはや中央政府からの支援はほぼ得られなかった。これを皮切りに、8月7日にはジョウズジャーン州の州都シェベルガーン、8月8日には北部要衝のクンドゥーズ州とサーレポル州、8月9日には北東部タハール州の州都タールカーンとサマンガーン州の州都、8月10日にはファラー州州都とバグラーン州の州都プリ・フムリー、バダフシャーン州の州都ファイザーバードと、旧政権時代でも掌握が難しかった北部も含めた地域の州都を短期間に次々に制圧していった。
窮地に陥ったガニー大統領は8月11日にターリバーンに包囲されている北部の最大都市マザーリシャリーフに空路で訪問し政府軍を激励。しかしガニーの訪問直後、近郊のクンドゥーズ州の州都クンドゥーズでは政府軍数百人が投降した。同日、アメリカの報道機関は米政府当局が首都カーブルの陥落時期を米軍撤退から6カ月後とした6月下旬時点での予想を前倒しし、90日以内に陥落する可能性があるとの予想に修正したと報じた。8月12日にはカーブルより150kmの距離にあるガズニー州の州都がターリバーンに制圧され、これにて10州都がターリバーンの手に落ちた。同日、ターリバーンはアフガニスタン第3の都市である西部ヘラート（ヘラート州州都）を制圧したと発表。投降した政府軍がターリバーンに加わったとも主張した。8月13日、第2の都市でターリバーンが根拠地と位置づけるカンダハール（カンダハール州州都）が制圧された（カンダハールの戦い）。同日中にはいったんは撃退されたバードギース州、また南部ヘルマンド州の州都ラシュカルガーも制圧し、合計14州都がターリバーンの手に落ちた。13日、国際連合事務総長のアントニオ・グテーレスはアフガニスタンが制御不能になっているとして、ターリバーンに対し攻撃を即時停止するよう求めた。

### カーブル陥落
8月14日、ガニー大統領が数日前に政府軍を激励に訪れたマザーリシャリーフ（バルフ州州都）が、15日朝には東部ナンガルハール州の州都ジャラーラーバードがターリバーンによって制圧され、首都カーブルが目前に迫った。8月15日、ターリバーンの戦闘員がカーブルに到達したが、指導部はカーブルの門には入らず待機するよう全部隊に命じた。ターリバーンがカーブルを包囲する中、ガニー大統領は飛行機で国外に脱出。ガニー大統領の脱出後、治安維持の名目でカーブル市内に入ったターリバーンは大統領府を掌握し勝利宣言。戦争は終結し、新たな統治や政権の形態がまもなく明らかになると述べ、ここにガニー政権は事実上崩壊し、アメリカなどの後ろ盾を得たアフガニスタンの民主化プロセスは破局を迎えた。
アブドラ国家和解高等評議会議長はガニーの脱出を確認した後、ガニーを前大統領と呼び、国をこのような状態で置き去りにしたガニーは神が責任を問うし、国も審判を下すと批判した。ガニーの逃亡先については判明しておらず、当初はタジキスタンともウズベキスタンとも報道され、後にタジキスタンは入国も領空の通過も否定している。16日には中東オマーンに滞在しているとの情報が流れたほか、ガニーが逃亡する際に多額の現金を持ち出したとの情報がロシアの報道機関より流されており、これにはガニー政権の混乱を強調したいロシアの意図があるとも指摘された。

### パンジシール州の抵抗
故アフマド・シャー・マスード将軍の地盤であるパンジシール渓谷を擁するパンジシール州のみはタリバン勢力の侵入を寄せ付けず、唯一抵抗を続けている。第一副大統領のアムルッラー・サーレハはこのパンジシール州に逃れ、「憲法の規定上、大統領の権限は私が引き継いだ」として暫定大統領を名乗り、マスード将軍の息子アフマド・マスードと共に抵抗勢力・民族抵抗戦線を組織し、徹底抗戦の構えを見せた。9月3日にターリバーン関係者がパンジシール州の制圧を完了し、アフガニスタン全土を支配下に置いたと主張したが、一方で民族抵抗戦線はこれを否定。9月6日、ターリバーンは記者会見でパンジシール渓谷を完全に制圧しアフガニスタン全土を支配下に置いたと宣言し、同時にマスードとサーレハがタジキスタンに逃亡したとも発表した。

### アフガニスタンからの退避
ターリバーンによる攻勢が進むにつれて米軍への協力者が報復を受ける可能性が出てきたため、2021年7月14日にアメリカは『協力者避難作戦』を発表し、これまでに米軍やNATO部隊に対して通訳や翻訳を務め協力してきたアフガニスタン人を7月下旬より国外退避させる方針を発表した。避難対象は、米軍に通訳や翻訳などで協力した1万8000人で、家族も含めると8万人以上が避難対象者になると目された。
8月12日には米国防総省のカービー報道官が現地の米大使館職員を国外退避させるためカーブル国際空港に兵士3000人を直ちに派遣すると発表。同時にアフガニスタンに滞在する自国民に対し即座に出国するよう要請した。翌13日には米大使館がターリバーンのプロパガンダに利用される恐れのある米国旗、大使館や政府機関のロゴが入ったもの、機密資料や電子機器などを焼却炉などで処分するよう求める内部文書を職員に通知した。ただし、この時点で米国防総省のカービー報道官はカーブルに差し迫った危機はないとの認識を示した。8月15日、ターリバーンが首都カーブルを掌握した数時間後、アメリカ国務省報道官のネッド・プライスは大使館の外交官はヘリコプターなどで退去が完了し、米軍がカーブル国際空港周辺を確保したと発表した。
このほか8月12日にイギリスはベン・ウォーレス国防相が自国民とアフガン人協力者の退避のために兵士600人を派遣すると発表。8月13日にはドイツがカーブルの大使館機能を最低限に縮小し、大使館職員や軍に協力するアフガニスタン人らをチャーター機でドイツに退避させることを発表。ノルウェーやデンマークは大使館を一時閉鎖し、アフガニスタンに残っている自国の民間人に早急な退避を呼び掛けた。8月15日には日本も大使館職員を国外に退避させる方針を固めた。ロシアやトルコは大使館退避を行わず業務を継続した。
カーブルが陥落した8月15日、アメリカ国務省は日本を含む同盟国65カ国以上と共同で声明を発表し、退避を希望する国民や外国人を出国させるようターリバーンに求めた。16日には多くの人々が国外脱出を求めカーブル国際空港に押し寄せたため、空港の運営会社は略奪防止のため同空港発の民間航空便を運休としたほか、混乱収拾のため米軍が空中に向かって威嚇射撃を行う場面もあった。一方でターリバーンは外国人の退去を求めた。

また、日本政府も8月23日、現地に残る日本人や大使館などの現地職員の退避のため、航空自衛隊の保有する輸送機を派遣することを発表した。23日夜にC-2輸送機1機、24日未明にC-130輸送機2機、政府専用機1機をカーブル国際空港及び隣国パキスタンの首都イスラマバードに派遣した。

### 攻勢における戦略
タリバンは状況を徹底して合理的に利用することで攻勢を強めた。
アフガニスタン空軍に対しては、アフガニスタン空軍の221機の整備難と乗務員の維持難を利用し、意図的にパイロットを標的に攻撃した。アフガニスタン治安部隊からはアメリカがアフガニスタン軍に提供した米軍ハンヴィー（高機動多用途装輪車両）、暗視スコープ、機関銃、迫撃砲、銃弾といった武器や備品を奪うことで武装を強化した。また、ソ連侵攻後のアフガニスタンに大量に残されていた武器を利用した。更にタリバンは即席爆発装置（IED）によって米軍に多大な被害をもたらしている。
タリバンは地勢も活用し、タリバンが伝統的に強い南部拠点ではなく、北部、西部に注力し、それを基軸に各地の州都を次々と制圧し、複数の国境の要衝や検問所を押さえ、資金難の政府にとって不可欠な関税収入を徴収した。また、タリバンは政府幹部や人権活動家、ジャーナリストなどに狙いを定めた殺害作戦を激化させた。
英国際戦略研究所の上級研究員ベン・バリーは、アフガニスタンの特殊部隊は約1万人と少数であり、これに対しタリバンは戦場での勢いがタリバンの士気を高め、一体感も高めていると判断している。そしてアフガニスタン政府が米軍に長らく依存していたために弱体化していたことや、軍の兵士が任務を放棄するアフガンの腐敗体質や士気の低さが政府軍の敗因とされている。

## 撤退に対する評価
アメリカ同時多発テロ事件に直面し、戦争を開始した張本人であるジョージ・W・ブッシュ元大統領は、2021年7月14日にドイツの公共放送ドイチェ・ヴェレに対し、NATO軍のアフガニスタン撤収は誤りであると非難し、同国の女性たちが言葉では言い表せないほどの被害を受けると指摘した。
またガニー大統領は2021年8月2日、議会においてアメリカが駐留部隊の撤退を突然決定したことが国内の治安悪化の原因であると非難した。
イギリスのウォレス国防相は、8月13日にアメリカの撤退がターリバーンの復権に繋がり、アフガニスタンに非常に大きな問題を生み出すと批判。ターリバーンが保護してきた国際テロ組織アルカーイダが復活すれば、世界中にとって安全保障上の脅威になるとも指摘した。同時に、アメリカがトランプ政権時に締結したターリバーンとの和平協定によってイギリス軍も撤退以外の選択肢がなくなったとし、国際社会はその代償を支払うことになるだろうと批判した。

## 国内の反応
ターリバーンがアフガニスタン全土を掌握したことで、1996年から2001年にかけての旧政権時代のようにイスラム法を厳格に適用するのではないかとの恐怖が国民の間に広まった。
アフガニスタンの政情混乱を受け、国際パラリンピック委員会はアフガニスタン選手団が8月24日より東京で開催予定のパラリンピックへの出場を断念すると発表した。しかし、アフガニスタンの選手が出場を強く希望したことや複数の政府と組織などの支援により、カーブルから第三国に出国したことから、大会に参加できるようになったと同月28日に発表した。
8月23日、日本政府はアフガニスタンに残る邦人を退避させるため、自衛隊機3機を派遣すると発表した。

## 国際社会の反応
- 中国 - 外交部報道官の華春瑩はターリバーン政権との友好関係を発展させる用意があると表明[104]。
- イギリス - ボリス・ジョンソン首相は、ターリバーン政権を承認する国が出ないことを望むと表明[95]。また、緊急会合ののちに、西側諸国が結束し、アフガニスタンがテロ集団にとっての安全地帯に逆戻りするのを防がなくてはならないと述べた[105]。
- ロシア - セルゲイ・ラブロフ外相は2021年7月16日、アメリカによるアフガニスタン政策は失敗に終わったとの認識を示した[44]。ターリバーンが政権を掌握後、8月16日には在カーブル大使館を通じてターリバーン側と連絡をとっていることを明かした[106]。
- トルコ - エルドアン首相は8月15日、パキスタンと共に国を安定させるためにできる限りのことをするだろうと述べた。また、当局関係者は、ターリバーンと話し合い、治安維持のためにトルコ軍がアフガニスタンに駐留する事をターリバーンは望んでいるか否かを確認することを明かした[107]。
- サウジアラビア - サウジアラビアは、ターリバーンを含むアフガニスタン国内の全ての派閥に対して生命と財産を守るように要求した[108]。
- オマーン - 大ムフティーのアフマド・ハリーリーはアフガニスタンの同胞が侵略者を打ち負かした事を祝福する旨を発表した[109]。
- 日本 - 菅義偉首相は8月16日、ターリバーンへの政権移譲が見込まれるとの認識を示した上で、米国などの関係国と連携して対応していることを発表した[110]。
- パレスチナ - 与党ハマースの党首イスマーイール・ハニーヤは8月16日、ターリバーン幹部のアブドゥル・ガニ・バラダールとの電話会談で、ターリバーンの勝利を称賛し、米国を打ち負かしたことを祝福した[111]。
- 国際連合 - 国際連合安全保障理事会は8月16日、アフガニスタン情勢について緊急会合を開いた。会合後に「全ての敵対的行為をすぐに停止し、包括的な交渉を通じて、新しい政府を樹立することを求める」とする報道声明を出した[112]。また、国連のアントニオ・グテーレス事務総長は国際連合安全保障理事会に対して、アフガニスタンにおける世界的テロの脅威を抑え込むため、あらゆる手段を尽くして対応するように求めた[105]。
- EUはEUの議長国を務めるスロベニアで、3日まで外相会議が開かれ、アフガニスタンの情勢を協議。会議のあとの記者会見で、EUの外相にあたるボレル上級代表は「アフガニスタンの人々を支援するため、新政権と関わらなければならない。これは承認ではなく、実務を行うための関与だ」と述べた。そのうえで、新政権と、どう関わっていくかについては、アフガニスタンをテロ活動の拠点にしないこと、人権や法の支配などを尊重すること、EUが自由に人道支援活動を行えることなど5つの基準をもとに判断する方針を確認したと明らかにした。

### G7の対応
G7でも2021年6月の第47回先進国首脳会議で議長国を務めたイギリスの呼びかけにより、ターリバーンへの主要先進国全体での連帯した対応を模索している。